# Infodemia
Infodemia è la diffusione di una quantità eccessiva di informazioni, talvolta anche inaccurate, che rendono difficile orientarsi su un determinato argomento per la difficoltà di individuare fonti affidabili. Si tratta di un neologismo che deriva dalla fusione delle parole informazione ed epidemia, ed esprime la metafora di un'epidemia d'informazioni. Rientra nel cosiddetto information overload.

## Storia
Il primo uso della parola è stato nel 2003, quando David Rothkopf scrive sul The Washington Post a proposito dell'epidemia di SARS. La parola è poi stata riutilizzata sempre più spesso nel corso della pandemia di COVID-19 ed è stata impiegata dall'Organizzazione mondiale della sanità già nei primi mesi dell'emergenza sanitaria. L'UNESCO ha poi, a sua volta, coniato il termine disinfodemia. ll termine infodemiologia invece, è stato definito da Gunther Eysenbach.